# 미나미미야자키역
미나미미야자키역(일본어: 南宮崎駅)은 일본 미야자키현 미야자키시에 있는 규슈 여객철도의 역이다. 미야자키 현의 철도 교통의 요소로 된 역이며, 닛포 본선의 소속으로서, 이 역을 기점으로 하는 니치난 선을 더해 2개의 노선이 상호 운행되고 있다. 섬식 승강장 2면 4선의 구조와 차량 유치용 측선 7개를 가진 형태를 지닌 지상역이다.

## 타는 곳
| 1 · 2 | ■ 닛포 본선       | (하행) | 다노 · 미야코노조 · 가고시마 중앙 방면 |
| 1 · 2 | ■ 닛포 본선       | (상행) | 미야자키 · 노베오카 · 오이타 방면      |
| 3 · 4 | ■ 니치난 선       |        | 아오시마 · 아부라쓰 · 시부시 방면      |
| 3 · 4 | ■ 미야자키쿠코 선 |        | 미야자키쿠코 방면                      |

## 이용 현황
| 연도     | 하루 평균 승차 인원 | 연도     | 하루 평균 승차 인원 |
| 1999년도 | 2,076               | 2005년도 | 2,157               |
| 2000년도 | 2,011               | 2006년도 | 2,088               |
| 2001년도 | 2,115               | 2007년도 | 2,057               |
| 2002년도 | 2,226               | 2008년도 | 2,049               |
| 2003년도 | 2,217               | 2009년도 | 1,943               |
| 2004년도 | 2,212               |          |                     |
| -------- | ------------------- | -------- | ------------------- |

## 역 주변
- 미야자키 시청
- 미야자키 시민 문화홀
- 국도 제220호선
- 레만 쇼핑센터

## 역사
- 1913년 10월 31일 : 아카에역(일본어: 赤江駅)으로 개업.
- 1915년 3월 20일 : 오요도역(일본어: 大淀駅)으로 역 이름 개칭.
- 1942년 4월 1일 : 미나미미야자키역으로 재개칭.
- 1987년 4월 1일 : 민영화에 의해, 규슈 여객철도로 이관.

## 인접 정차역
| 닛포 본선                   | 닛포 본선               | 닛포 본선              |
| --------------------------- | ----------------------- | ---------------------- |
| 미야자키 고쿠라 방면        | ■ 닛포 본선             | 가노 가고시마추오 방면 |
| 니치난 선 · 미야자키쿠코 선 |                         |                        |
| 시·종착역                   | ■ 쾌속 '니치난 마린 호' | 다요시 시부시 방면     |
| 시·종착역                   | ■ 보통                  | 다요시 시부시 방면     |